# Popcorn Time
Popcorn Time és el nom d'un client i reproductor multimèdia que utilitzava el protocol BitTorrent. El reproductor era un programari lliure que oferia serveis de transmissió de vídeo a la carta en codi obert per a la reproducció de mitjans per mitjà d'una xarxa peer to peer. L'aplicació va ser pensada com una alternativa als serveis de transmissió de vídeos de Reproducció en temps real) per subscripció, com ara Netflix, permetent la transmissió de continguts de franc sense l'autorització de les companyies propietàries dels drets d'autor dels mateixos, directament des de YTS o altres rastrejadors de Torrnet.
Després de la seva creació, Popcorn Time va rebre ràpidament l'atenció positiva dels usuaris i dels mitjans atesa la seva facilitat d'ús. El 14 de març de 2014, Popcorn Time va ser cancel·lat abruptament pels seus desenvolupadors originals, els quals van dir que la batalla de copyright i pirateria a la qual s'enfrontaven, no era una que volguessin lluitar. El projecte Popcorn Time va ser posteriorment bifurcat en altres projectes similars.